# Pseudotriccus pelzelni
Pseudotriccus pelzelni là một loài chim trong họ Tyrannidae.